# Arrondissement Saint-Pol
Saint-Pol is een voormalig arrondissement in het departement Pas-de-Calais in de Franse regio Hauts-de-France. Het arrondissement werd in 1801 gevormd als afsplitsing van het arrondissement Arras en op 10 september 1926 opgeheven. De zes kantons werden bij de opheffing opnieuw toegevoegd aan het arrondissement Arras.

## Kantons
Het arrondissement was samengesteld uit de volgende kantons:
- kanton Aubigny-en-Artois
- kanton Auxi-le-Château
- kanton Avesnes-le-Comte
- kanton Heuchin
- kanton Saint-Pol-sur-Ternoise
- kanton Le Parcq